# Physalis angustior
Physalis angustior ist eine Pflanzenart aus der Gattung der Blasenkirschen (Physalis) in der Familie der Nachtschattengewächse (Solanaceae).

## Beschreibung
Physalis angustior ist ein Strauch oder Halbstrauch, der Wuchshöhen von 1 bis 2 m erreicht. Die Behaarung besteht aus dicht stehenden, gelenkigen und teilweise drüsigen Trichomen. Die Laubblätter sind eiförmig und nach vorn hin halbmondförmig zugespitzt. Die größeren Blätter sind 6 bis 10 cm lang und 4 bis 8 cm breit, die Blattstiele sind 3 bis 5 mm lang.
Die Blüten stehen einzeln oder in Gruppen aus zwei bis drei. Die Blütenstiele sind 12 bis 20 mm lang. Die Kelchzipfel sind lanzettlich zugespitzt und 5 bis 9 mm lang. Die Krone ist gelb gefärbt und mit Markierungen versehen. Sie ist 15 bis 20 mm lang und misst 20 bis 29 mm im Durchmesser. Die Staubbeutel sind violett gefärbt und 3 bis 4 mm lang.
Zur Fruchtreife vergrößert sich der Kelch auf 25 bis 30 mm Länge und 15 bis 20 mm Breite, der Stiel verlängert sich auf 15 bis 30 mm. Im aufgeblasenen Kelch bildet sich eine 14 bis 16 mm lange und 12 bis 15 mm breite Beere.

## Vorkommen
Die Art ist in Mexiko verbreitet.

## Systematik
Innerhalb der Gattung der Blasenkirschen (Physalis) wird die Art in die Sektion Coztomatae der Untergattung Rydbergis eingeordnet.

## Nachweise